# Sam Hird
Adrian Samuel "Sam" Hird (né à Doncaster le 7 septembre 1987) est un footballeur anglais. Il joue au poste de défenseur à Chesterfield.

## Carrière
Formé à Leeds United, Sam Hird est mis trois mois à l'essai par les Doncaster Rovers en 2007, parvenant, à l'issue des 5 matchs qu'il joue durant cette période, à convaincre le staff du club qui le fait signer le 2 juillet 2007 pour une saison. Le joueur est alors libre, son contrat n'ayant pas été renouvelé par Leeds.
Quelques semaines plus tard, après avoir joué trois matchs sous le maillot de Doncaster, il est prêté un mois à Grimsby Town afin de s'aguerrir. À l'issue des 4 semaines, le prêt est renouvelé d'un mois supplémentaire, puis d'un troisième mois. Au bout du compte, sur cette période de 12 semaines, il joue 18 matchs. Il réintègre enfin l'équipe de Doncaster et signe à la fin de la saison un nouveau contrat, le dernier étant arrivé à échéance.
Les saisons suivantes, Hird devient un membre régulier de l'équipe première. Lorsque son contrat vient à expiration, à l'issue de la saison 2010-2011, il s'engage à nouveau avec le club de sa ville natale pour une saison supplémentaire. En juin 2012, son contrat expiré, il s'engage en faveur de Chesterfield FC, fraîchement relégué en League Two et en est immédiatement nommé capitaine. 